# 박춘명
박춘명(朴春明)은 한국의 연극 연출자이다.

## 생애
창작극을 포함한 순수연극을 공연하는 연극 운동 단체 극예술연구회에서 활동하다가, 1940년 무렵부터 상업 극단 황금좌에 합류했다.
일제강점기 말기 조선총독부의 통제 아래 국민연극이 대거 올려지던 시기에 친일 행적이 있다.  1943년 이광래가 쓴 친일 희곡 〈북해안의 흑조〉를 연출해 조선총독부가 후원한 제2회 연극경연대회에 출품하였고, 1944년 연극인총궐기 예능제에도 참가했다. 연극인총궐기 예능제는 부민관에서 개최되었는데 이때 친일 연극이며 집체 창작극인 〈성난 아시아(일본어: 怒りの亞細亞)〉가 공연되었다. 박춘명은 안영일, 이서향, 신고송과 함께 이 연극의 공동 연출을 맡았다.
2008년 민족문제연구소가 선정한 친일인명사전 수록예정자 명단 연극/영화 부문에 포함되었다.
광복 후 조선연극동맹에 참여하여 좌익 계열 연극인으로 분류되었으나 한국 전쟁 발발 직전까지 국립극장에서 창극 〈만리장성〉을 공연하는 등 월북하지 않았다. 전쟁 와중에 월북한 것으로 추정된다.
부인은 동양극장 출신의 유명한 여배우 김선영이며, 김선영은 박춘명과 함께 월북하여 이후 북한에서 활발한 활동을 했다.

## 참고자료
- 권영민 (2004년 2월 25일). 《한국현대문학대사전》. 서울: 서울대학교출판부. 1091쪽쪽. ISBN 8952104617.
- 이재명, 〈조선연극문화협회의 활동을 통해서 본 친일 연극〉 (친일반민족행위진상규명위원회 2005년 하반기 워크숍)